# Тегеранджелес
Тегера́нджелес или Техра́нджелес (англ. Tehrangeles; перс. تهرانجلس‎ / Tehrānjeles) — название одного из исторических районов американского города Лос-Анджелес (штат Калифорния). Территория района соответствует официальному району Вествуд, который является частью городского региона Лос-Анджелеса — Вестсайд. В Тегеранджелесе проживает одна из крупнейших иранских диаспор за пределами Ирана.

## Название
Название Тегеранджелес произошло от словосочетаний названия городов Тегеран и Лос-Анджелес. Именно это название района является самым известным. Район также известен под названиями Маленькая Персия, Маленький Тегеран, Персидские холмы.

## Расположение
Как было сказано выше, территория района Тегеранджелес соответствует официальному району Вествуд, который является частью городского региона Лос-Анджелеса — Вестсайд. Находится вблизи городка Беверли-Хиллз и района Западный Лос-Анджелес.

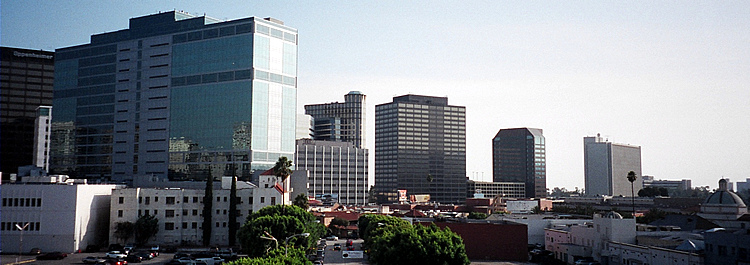
Вид на деловой район Вествуда

## История и общая информация

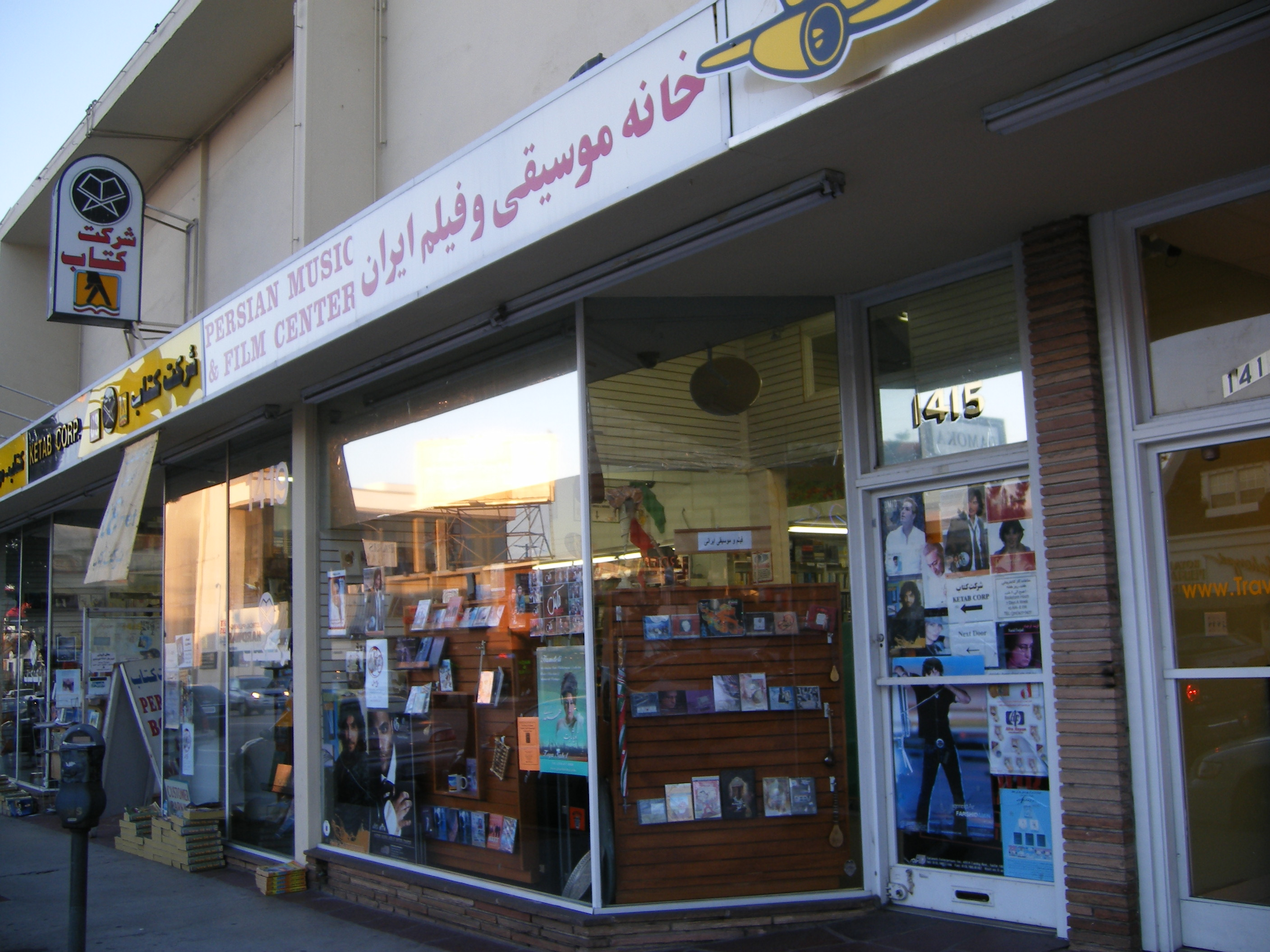
Надписи персидским алфавитом в магазинах Тегеранджелеса

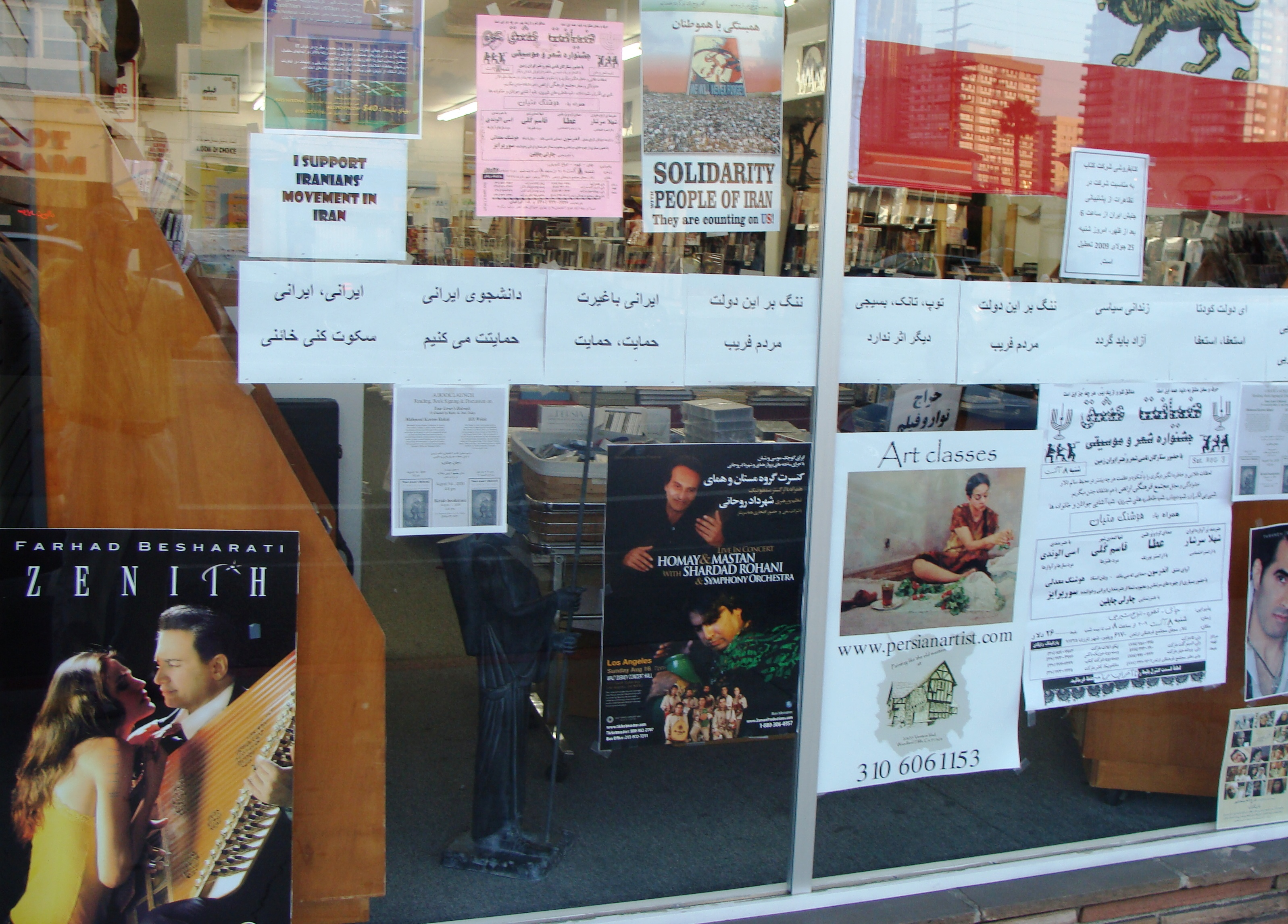
Надписи персидским алфавитом на окне одного из заведений Тегеранджелеса

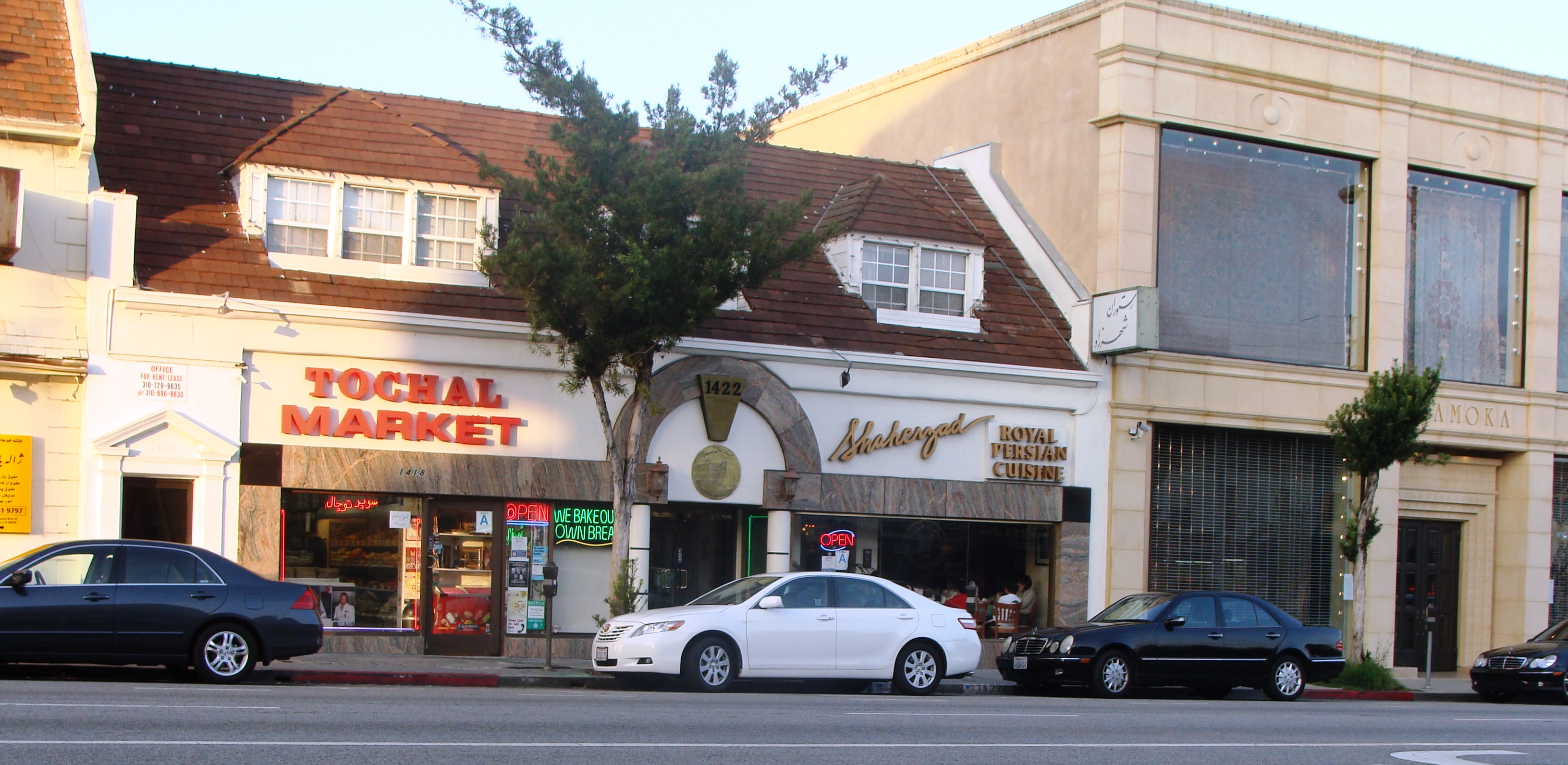
Одна из улиц Тегеранджелеса

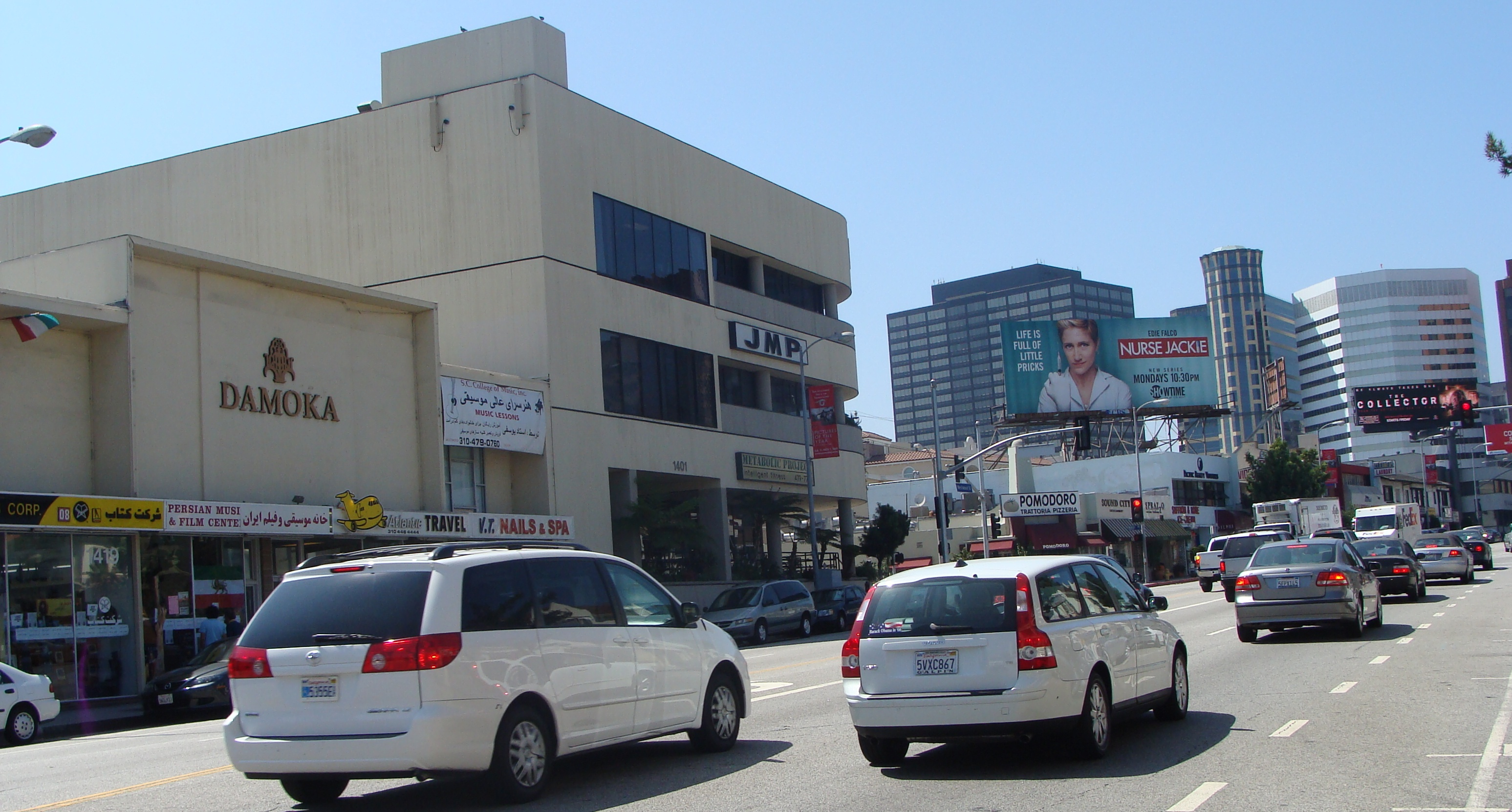
Одна из улиц Тегеранджелеса

Иранские иммигранты начали переезжать в США на протяжении всего XX века. Их поток в США резко возрос после исламской революции в Иране в 1979 году и последующей культурной революции в стране. Иранцы светских взглядов целыми семьями бежали из Ирана в другие страны, в основном в США и Европу. Среди иммигрантов были не только персы, но и другие проживающие в Иране народы, такие как курды, мазендеранцы, луры, азербайджанцы, армяне, персидские евреи. По различным данным, в США переехало от 300 тысяч до полумиллиона иранских иммигрантов. Значительная их часть переехала в один из районов Лос-Анджелеса — Вествуд. В последующие годы (1990-е и 2000-е годы) иммигранты из Ирана переезжали в большинстве своём именно в Лос-Анджелес, в уже достаточно известный район под названием Тегеранджелес. Многие иранские иммигранты предпочитали данный район для более лёгкого поиска работы и доступного жилья, так как большинство в районе составляли уже обосновавшиеся иранцы, у которых здесь же родились дети и внуки. Многие иранцы проживающие здесь являются иммигрантами второго поколения, имеют гражданство США, как и их родители, и никогда не были в Иране.
Также многие иранцы переезжали в районы, соседствующие с Вествудом. Наиболее крупная их часть переехала в районы, округи и городки Тарзана, Вудленд-Хиллз, Энсино, Ориндж, Беверли-Хиллз, Пальм-Спрингс.
В районе нередки надписи персидским алфавитом в магазинах и других обслуживающих заведениях (адвокатуры, книжные, продуктовые, вещевые магазины, рестораны и кафе), объявления на улицах. Среди государственных служащих района появились выходцы из Ирана, иранские иммигранты вошли в СМИ района и округа Вествуд, их окрестностей. Появились газеты, журналы, радио и телеканалы, основанные иранцами. Многие известные иранские певцы и музыканты проживают именно в Тегеранджелесе или в других окружающих районах с преимущественно иранским населением.
В 2010 году площадь на пересечении бульвара Вествуд и проспекта Уилкинса властями была официально названа Персидской площадью (англ. Persian Square).
В последние годы в Тегеранджелес начали переезжать и другие персоязычные народы из других стран, в том числе стран, входящих в иранский культурный континент. Большинство из них из Таджикистана, Узбекистана, Афганистана, Азербайджана, курды из Ирака и Турции.

## Население
По данным 2010 года, в районе Вествуд (Тегеранджелес) проживало более 50 тысяч зарегистрированных жителей. Более 60% населения составляют так называемые белые, в которые входят и иранские иммигранты, 23% составляют азиаты (китайцы, корейцы, японцы, филиппинцы, индийцы), 7% — латиноамериканцы, 2% — афроамериканцы, и 4% — другие расы и народы.